# Carlos Zárate (boxe anglaise)
 (décembre 2023).
Si vous disposez d'ouvrages ou d'articles de référence ou si vous connaissez des sites web de qualité traitant du thème abordé ici, merci de compléter l'article en donnant les références utiles à sa vérifiabilité et en les liant à la section « Notes et références ».
Carlos Zárate est un boxeur mexicain né le 23 mai 1951 à Tepito, Mexico.

## Carrière
Il devient champion du monde des poids coqs WBC le 8 mai 1976 en stoppant son compatriote Rodolfo Martinez par KO au 9e round.
Il défend 8 fois son titre avant d'être battu à la 5e reprise par Wilfredo Gómez le 28 octobre 1978 pour le gain de la ceinture WBC des super-coqs.
Malgré cette défaite, Zárate conserve son titre des poids coqs face à John Mensah Kpalongo le 10 mars 1979 mais sera détrôné par Lupe Pintor le 3 juin 1979 (défaite aux points par décision partagée des juges).

## Distinctions
- Carlos Zárate est élu boxeur de l'année en 1977 par Ring Magazine.
- Il est membre de l'International Boxing Hall of Fame depuis 1994.

## Référence
1. ↑  (en) Wilfredo Gomez vs. Carlos Zarate (boxrec.com)